# جیووان باتیستا پیرووانو
جیووان باتیستا پیرووانو (به ایتالیایی: Giovan Battista Pirovano) بازیکن فوتبال و اهل ایتالیا است که از سال ۱۹۶۶ میلادی عضو تیم ملی فوتبال ایتالیا بوده و در ۱ بازی ملی حضور داشته‌است. او در بازی‌های ملی‌اش گلی به ثمر نرساند.
جیووان باتیستا پیرووانو آخرین بازی ملی خود را در سال ۱۹۶۶ میلادی انجام داد.